# Tropico
Tropico là một trò chơi video theo thể loại mô phỏng xây dựng và quản lý được phát triển bởi công ty PopTop Software và xuất bản bởi công ty Gathering of Developers tháng 4 năm 2001. Trong game, người chơi sẽ vào vai một Tổng thống ("El Presidente"), điều hành một hòn đảo trong vùng biển Caribbe suốt thời kì Chiến tranh lạnh từ những năm 1950 trở về sau.
Trò chơi dựa trên các thành phố được xây dựng trong vùng Caribbe trước đây, nhưng Tropico là nơi đầu tiên chịu ảnh hưởng của cuộc cách mạng Cuba và cuộc Chiến tranh lạnh.